# Patricia Marx
Patricia Marx (* in Abington, Pennsylvania) ist eine amerikanische Schriftstellerin und Humoristin.
Patricia Marx machte 1975 ihren BA-Abschluss an der Harvard University. Sie schrieb Artikel für The New York Times, The New Yorker, Vogue und The Atlantic Monthly. Zudem war sie Texterin für Saturday Night Live und Rugrats. Als erste Frau arbeitete sie für den Harvard Lampoon.
Marx ist Autorin von mehreren Romanen, auch in Zusammenarbeit mit Jane Read Martin und Roz Chast: Für ihren ersten Roman Him Her Him Again The End of Him (2007) war sie für den Thurber Prize for American Humor nominiert.
Ihr zweiter Roman Zurück auf Glück (amerikanisch: Starting from Happy) erschien 2012 im Insel Verlag.
Sie schreibt darüber hinaus für The New Yorker und lehrt Drehbuch an der Princeton University. Ihr Genre sind humoristische Bücher und Kinderbücher.

## Veröffentlichungen
- Him Her Him Again the End of Him. Roman. Scribner, New York 2007, ISBN 978-0-7862-9583-8.[4]
- Dot in Larryland. The Big Little Book of an Odd-Sized Friendship. Bloomsbury USA Children’s Books, New York 2009. (Illustrator: Roz Chast).
- Starting from Happy. Simon & Schuster, New York 2011,    ISBN 978-1-4391-0128-5. (Von der Autorin illustriert).
  - Deutsch: Zurück auf Glück. Insel Verlag, Berlin 2012, ISBN 978-3-458-35868-8. (Insel-Taschenbücher. 4168). (Übersetzerin: Regina Rawlinson).
- mit Roz Chast (Ill.): Why Don't You Write My Eulogy Now So That I Can Correct It? Celadon Books, New York, 2019, ISBN 978-1-250-30196-3.
- mit Roz Chast (Ill.): You Can Only Yell at Me for One Thing at a Time. Celadon Books, New York, 2020, ISBN 978-1-250-22513-9.